# پل بارون
پل بارون (انگلیسی: Paul Barron؛ زادهٔ ۱۶ سپتامبر ۱۹۵۳) بازیکن فوتبال اهل بریتانیا است.
از باشگاه‌هایی که در آن بازی کرده‌است می‌توان به باشگاه فوتبال چلتنهام تاون، باشگاه فوتبال آرسنال، باشگاه فوتبال ولینگ یونایتد، و باشگاه فوتبال کویینز پارک رنجرز، باشگاه فوتبال ریدینگ، باشگاه فوتبال پلیموث آرگیل، باشگاه فوتبال وایکام واندررز، باشگاه فوتبال استوک سیتی، باشگاه فوتبال وست برومویچ آلبیون، باشگاه فوتبال کریستال پالاس، باشگاه فوتبال سلو تاون، باشگاه فوتبال ولینگ یونایتد، و باشگاه فوتبال ولینگ یونایتد، اشاره کرد.